# Ши Чжэньжун
Ши Чжэньжу́н (кит. трад. 施振榮, пиньинь Shī Zhènróng; род. 18 декабря 1944), также известный как Стэн Ши (англ. Stan Shih)  — тайваньский предприниматель, основатель, генеральный директор и председатель совета директоров компании Acer.

## Биография
Родился на Тайване во времена, когда остров был частью Японской империи. Закончил Национальный университет транспорта в Синьчжу, получил степени бакалавра и магистра.
В 1976 году вместе с женой Кэролин и 5 партнёрами основал компанию «Multitech International», первоначальный капитал компании составил $25 000, а штат — 11 сотрудников. В 1988 корпорация была переименована в Acer.
В течение первых пяти лет фирма разрабатывала электронные компоненты для тайваньских предприятий, производящих игры.  В 80-е годы Acer наладила массовое производство совместимых с IBM персональных компьютеров и вышла на мировой рынок. В результате роста корпорация стала одним из ведущих производителей компьютеров в мире. В результате реорганизации в 2000м году компания Acer была разделены на три корпорации: Acer, Wistron, BenQ.
Стэн Ши возглавлял корпорацию Acer до января 2005 года.
После выхода в отставку занимался благотворительностью, был специальным представителем президента Тайваня Чэнь Шуйбяня на саммите АТЭС в 2007 в Австралии.
В ноябре 2013 снова возглавил компанию как генеральный директор и председатель совета директоров.
Женат, имеет троих детей.